# 암전 (2019년 영화)
"암전"은 2019년에 개봉한 대한민국의 영화이다.

## 캐스팅
- 서예지 : 박미정 역
- 진선규 : 김재현 역
- 지윤호 : 김준서 역
- 차엽 : 차광배 역
- 조재영 : 조영민 역
- 김보라 : 김지수 역
- 조아라 : 순미 역
- 윤정로 : 영화사 PD 역
- 서석규 : 강 선배 역
- 주종혁 : 조개구이집 정민 역
- 추정훈 : 조개구이집 경식 역
- 남태부 : 조개구이집 성태 역
- 김재인 : 미정역 배우 역
- 김도건 : 준서역 배우 역
- 신지인 : 오디션 배우 역
- 신소이 : 쓰러진 관객 역
- 한도담 : 여자 대학생 역
- 차우진 : 남자 대학생 역
- 이태규 : 택시기사 역
- 김선동 : 과거 영화 스텝 1 역
- 서정우 : 과거 영화 스텝 2 역
- 이성교 : 과거 영화 스텝 3 역
- 손선아 : 과거 영화 스텝 4 역
- 김흥열 : 과거 영화 스텝 5 역
- 김미경 : 영화과 지도교수 역 (특별출연)